# Ліміт відповідальності страховика
Обов'язковий ліміт відповідальності страховика – це грошова сума, в межах якої страхова компанія зобов`язана провести виплату страхового відшкодування по ОСЦВ власників ТЗ.
Договором страхування на індивідуальних умовах можуть бути визначені ліміти вищі ніж зазначені у законі про ОЦВ.
За законодавством, обов'язковий ліміт відповідальності страхової організації за шкоду, заподіяну майну потерпілих, складатиме не більше 100 000 гривень на одного потерпілого, (їх може бути кілька внаслідок ДТП), а обов'язковий ліміт відповідальності за шкоду, заподіяну життю та здоров'ю потерпілих до 200 000 гривень на одного потерпілого.
У випадку завдання шкоди здоров'ю потерпілий має право на відшкодування також моральної шкоди, але за цим пунктом на суму не більше, ніж 2500 грн. У разі коли загальний розмір шкоди за одним страховим випадком перевищує п'ятикратний ліміт відповідальності страхової компанії, відшкодування кожному потерпілому пропорційно зменшується.